# Christian Testoni
Christian Testoni (Mendrisio, 29 giugno 1975) è un produttore televisivo e conduttore radiofonico svizzero della Radiotelevisione svizzera di lingua italiana di Lugano.

## Biografia
Conduttore e produttore per la Radiotelevisione Svizzera di Lingua Italiana (RSI) di Lugano.
Vincitore di una menzione al Prix Suisse 2007 per la realizzazione del serial comico Pinocchio da Mendrisio.
Formato come giornalista sportivo a Macolin ed entrato in RSI nel 1993 quale animatore radiofonico a Rete Tre. Successivamente, sempre per Rete Tre, si è occupato di produzioni esterne, progetti speciali e, dal 2008, della promozione del canale radiofonico. Nel 2011 è diventato produttore e coordinatore multimediale del Dipartimento Intrattenimento. Dal 2017 è tornato ad occuparsi di mediapartenariati, produzioni e programmi a Rete Tre.

## Programmi
- Palloni Gonfiati, 3 edizioni, programma sportivo
- La classe non è acqua, 2 edizioni, quiz radiofonico
- Under 21, quiz radiofonico per giovani
- Fuoriclasse, 3 edizioni, quiz radiofonico per scuole
- Retivori, programma dedicato a internet
- Rete Tresh, 3 edizioni, programma pomeridiano per ragazzi
- Vietato ai migliori, 4 edizioni, programma comico del sabato mattina
- Radio Otaku, programma dedicato a fumetti e video giapponesi
- Il Disinformatico di Paolo Attivissimo, programma 360 gradi informatica
- Zoot Radio (10 stagioni – 4 anni), programma comico interattivo internet
- Anplagghede (programma musica acustica interattivo)
- Alla Scoperta della Svizzera (33 viaggi multimediali da due giorni)
- Odio i lunedì (2 stagioni, programma pomeridiano)

## Produzioni
1. C'è l'Daniel (20 inserti comici)
2. Pinocc da Mendris (21 inserti comici)
3. Loredano la vera storia (21 inserti comici)
4. Salvo lezioni di svizzero tedesco (inserto comico 15 puntate)
5. Qubi di vita (60 inserti comici)
6. C'è l'Daniel Reloaded – La caccia (serie 21 inserti)